# Battle Creek (Nebraska)
Battle Creek is een plaats (city) in de Amerikaanse staat Nebraska, en valt bestuurlijk gezien onder Madison County.

## Demografie
Bij de volkstelling in 2000 werd het aantal inwoners vastgesteld op 1158.
In 2006 is het aantal inwoners door het United States Census Bureau geschat op 1175, een stijging van 17 (1,5%).

## Geografie
Volgens het United States Census Bureau beslaat de plaats een oppervlakte van
1,7 km², geheel bestaande uit land. Battle Creek ligt op ongeveer 484 m boven zeeniveau.

## Plaatsen in de nabije omgeving
De onderstaande figuur toont nabijgelegen plaatsen in een straal van 24 km rond Battle Creek.